# Lubań (stacja kolejowa)
Lubań (ros. Любань) – stacja kolejowa w miejscowości Lubań, w rejonie tośnieńskim, w obwodzie leningradzkim, w Rosji. Położona jest na linii Petersburg - Moskwa.

## Historia
Stacja powstała w czasach carskich na Kolei Mikołajewskiej, pomiędzy stacją Uszaki i przystankiem Pomieranje.

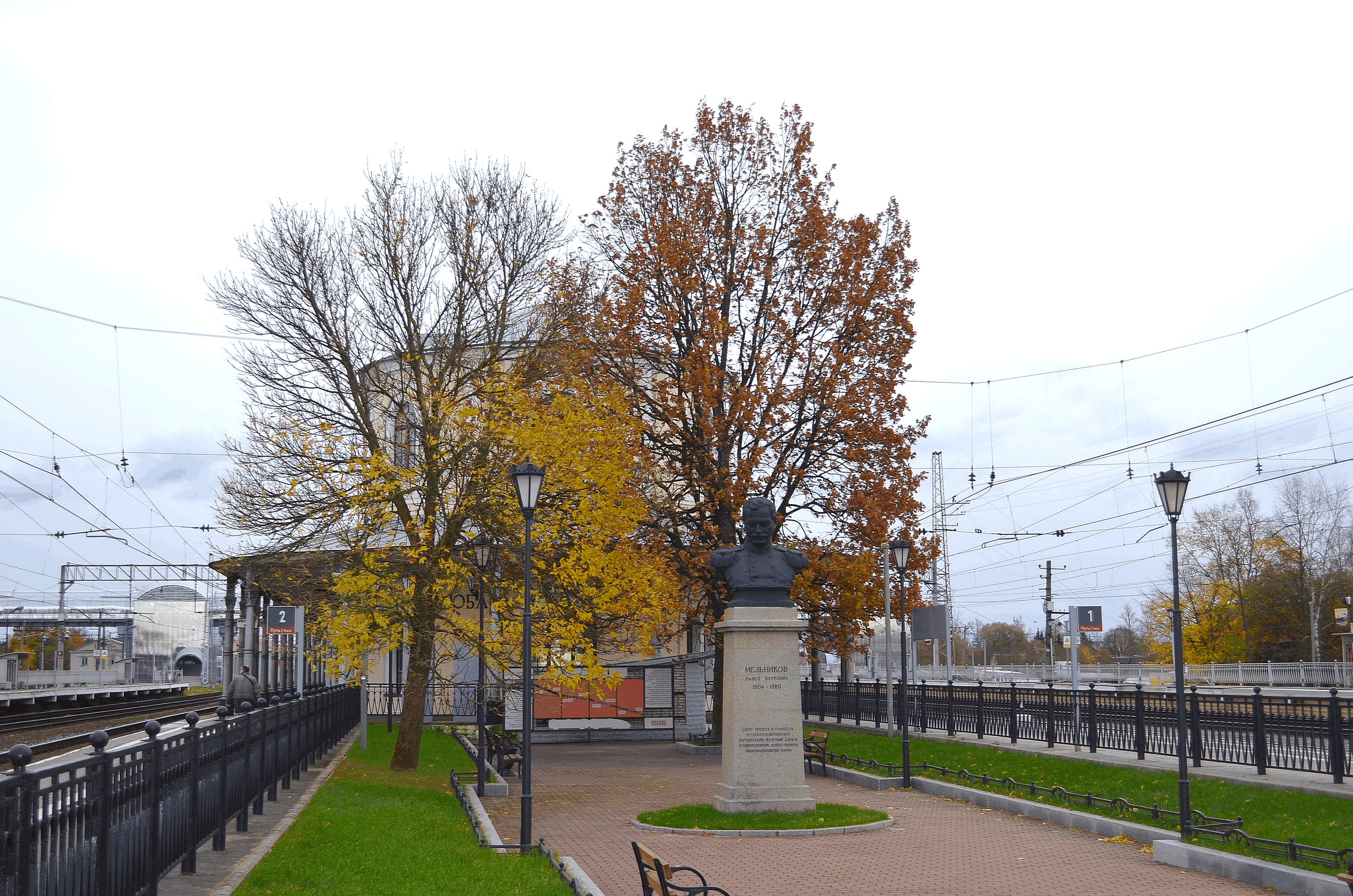
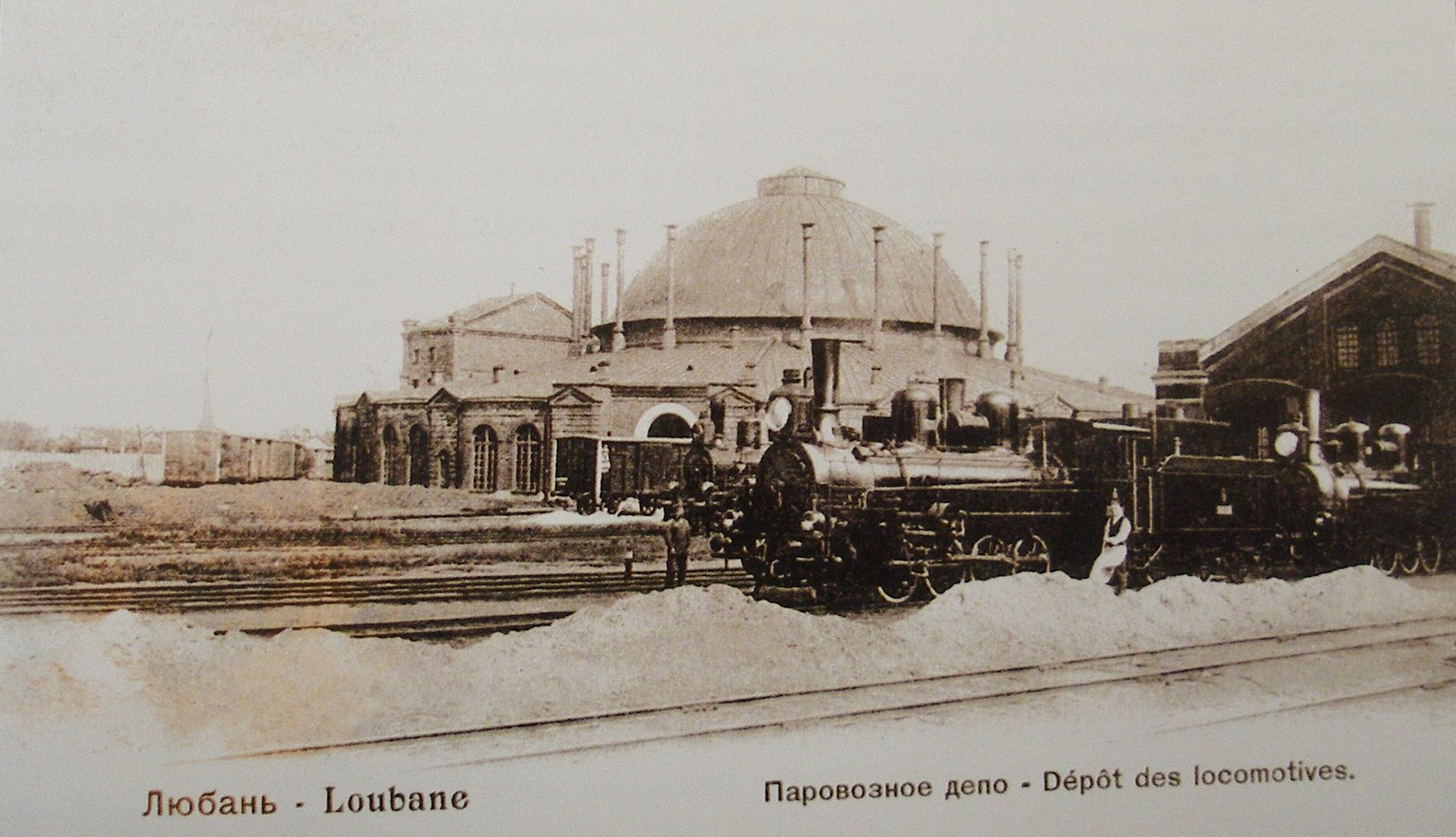
parowozownia w Lubaniu w XIX w.